# Patrick Mendes
Patrick Mendes Lima (Boa Vista, Cabo Verde, 2 de mayo de 1995) es un jugador de baloncesto caboverdiano. Mide 1 metro y 94 centímetros, juega en la posición de escolta y su actual equipo es el Cáceres Patrimonio de la Humanidad de Segunda FEB española.

## Carrera deportiva
Formado deportivamente en su país natal, en 2021 firma con el CB UPLA, club de Primera Nacional andaluza.
En 2022 es fichado por el CB Almería, club español de Liga EBA. Allí disputa 21 encuentros en los que promedia 8.8 puntos, 4,4 rebotes y 1,5 recuperaciones.
En la temporada 2023/24 recala en el CB Armilla, también de Liga EBA, participando en 21 partidos en los que acreditó 9.4 puntos y 4.7 rebotes.
En 2024/25 firma con el CB Andújar de Tercera FEB (nueva denominación de la Liga EBA), donde mejora dramáticamente sus prestaciones y disputa 23 encuentros en los que alcanza medias de 17.7 puntos (cuarto mejor de su conferencia), 6.7 rebotes, 2.3 asistencias, 1.9 recuperaciones y 17.6 créditos de valoración (también cuarto mejor de su conferencia).
En julio de 2025 se compromete con el Cáceres Patrimonio de la Humanidad, con el que daría el salto a Segunda FEB.
Es internacional absoluto con la selección de Cabo Verde de forma regular desde 2020. En el Mundial 2023 disputó 5 encuentros en los que promedió 5.8 puntos, y en la fase de clasificación del Afrobasket 2025 jugó 6 partidos con medias de 9.8 puntos y 3.5 rebotes.